# Аль-Мамун (емір Толедо)
Ях'я I ібн Ісмаїл Шараф ад-Давла аль-Мамун (*д/н — 28 червня 1075) — 3-й емір тайфи Тулайтула (Толедо) у 1043—1075 роках. На його володарювання припадає найбільше піднесення держави.

## Життєпис
Походив з династії Ді-л-Нун. Син еміра Ісмаїла аз-Захіра. Після смерті батька у 1043 році успадкував владу. Був вченим і освіченим, привернув до свого двору астрономів і ботаніків, побудував блискучий палац у своїй столиці. Водночас відзначився як вправний дипломат та гарний військовик. У перші роки володарювання вів численні війни з тайфами Сарагоси, Севільї та Бадахосу. У 1044 році захопив місто Гвадалахара. Втім війська аль-Мустаїна I, еміра Сарагоси взяли в облогу місто Талавера. Втім аль-Мамун відбив напад. Після цього уклав союз з аль-Мутамідом ібн Аббадом, еміром Севільї, проти Сарагоського емірату. Невдовзі було укладено союз із Гарсіїєю III, королем Наварри, спрямований проти Сарагоси. У 1045 році спільні війська захопили місто Калахорра (належала тайфі Сарагоса).
У 1062 році володіння були атаковані кастильськими військами. В результаті аль-Мамун уклав мирний договір з Фердинандом I, королем Кастилії і Леону, якому обіцяв сплачувати данину. Незважаючи на це надав допомогу Абд аль-Азізу, еміру Валенсії, коли його місто взяли в облогу кастильські війська. Аль-Мамун у 1065 році захопив тайфу Валенсію приєднавши її до свого королівства, віднявши її у Амірідів.
Після смерті у 1065 році короля Фердинанда I почалася боротьба за владу між його синами. Цим скористався аль-Мамун для втручання у справи Кастилії і Леону. Приймав у Толедо всіх біженців півострова, зокрема Сіда Кампеадора, який воював на його боці, а також у 1071 році і Альфонсо VI, короля Кастилії, з яким у нього були дружні відносини. У 1069 році спробував захопити важливе місто Кутуба, але зазнав невдачі.
З 1072 року розпочав військові дії проти тайфи Севілья. У 1075 року захопив у Аббадідів тайфу Кордова. Аль-Мамун помер 28 червня 1075 року в Кордові, за однією з версій його було отруєно. Поховано було у Толедо. Владу успадкував його онук Ях'я аль-Кадір.